# 伊豆の国市立長岡南小学校
伊豆の国市立長岡南小学校（いずのくにしりつ ながおかみなみしょうがっこう）は、静岡県伊豆の国市長岡にある公立小学校。

## 沿革
- 1873年（明治6年）6月9日 - 官庁「嘉新小舎」創設（足柄県所轄）。
- 1874年（明治7年）7月 - 公立「湯谷学校」へ改称。
- 1875年（明治8年）4月18日 - 公立小学校「奨弘学校」に改称。
- 1886年（明治19年）2月 - 村立小学校「奨弘学校」に改称（君沢5学区公立村立小学校）。
- 1887年（明治20年）7月 - 「村立奨弘尋常小学校」（川西村）に改称。
- 1903年（明治36年）4月4日 - 「村立奨弘尋常高等小学校」に改称。
- 1941年（昭和16年）4月1日 - 国民学校令施行に伴い、「伊豆長岡国民学校」と改称。
- 1947年（昭和22年）4月1日 - 学校教育法施行により、「伊豆長岡町立長岡小学校」と改称。
- 1959年（昭和34年）4月1日 - 「伊豆長岡町立南小学校」と改称。
- 1982年（昭和57年）3月17日 - 「奨弘友愛の塔」が竣工する。
- 1984年（昭和59年） - 文部省より、道徳教育推進校（学校・家庭連携推進校）の指定を受ける（※翌年まで継続）。
- 1989年（平成元年）11月1日 - 「奨弘友愛の像」を設置。
- 2005年（平成17年）4月1日 - 韮山町・大仁町・伊豆長岡町の合併により、「伊豆の国市立長岡南小学校」と改称。

（沿革に関する出典（※注記が無いものに限る）：）

## 基礎データ

### 象徴
- 校歌 - 作詞：野田しげみ、作曲：飯塚揆一[2]

### スローガン
- 学校教育目標 - 何くそ みがけ つつしめ[2]